# Blackburnium cornutum
Blackburnium cornutum är en skalbaggsart som beskrevs av Macleay 1888. Blackburnium cornutum ingår i släktet Blackburnium och familjen Bolboceratidae. Inga underarter finns listade.